# Босансько-Грахово
Бо́сансько-Гра́хово (босн. і хорв. Bosansko Grahovo) — місто і громада у західній частині Боснії і Герцеговини на кордоні з Хорватією, поблизу міст Дрвар, Ливно і Гламоч. Входить до складу Герцег-Босанського кантону Федерації Боснії і Герцеговини.

## Населення

### 1971
- Всього — 10,565 (100%)
- Серби — 10,110 (95,69%)
- Хорвати — 364 (3,44%)
- Боснійці — 14 (0,13%)
- Югослави — 37 (0,35%)
- Інші — 40 (0,37%)

### 1981
- Всього — 9,032 (100%)
- Серби — 7,739 (85,68%)
- Хорвати — 264 (2,92%)
- Боснійці — 5 (0,05%)
- Югослави — 952 (10,54%)
- Інші — 72 (0,79%)

### 1991

#### Муніципалітет[2]
- Всього — 8311 (100%)
- Серби — 7888 (94,91%)
- Хорвати — 226 (2,71%)
- Боснійці — 12 (0,14%)
- Югослави — 135 (1,62%)
- Інші — 50 (0,60%)

#### Місто
- Всього — 2096 (100%)
- Серби — 1999 (95,37%)
- Хорвати — 14 (0,66%)
- Боснійці — 6 (0,28%)
- Югослави — 61 (2,91%)
- Інші — 16 (0,76%)

## Історія
Припускається, що місто було засновано в Х столітті.
Гаврило Принцип, який скоїв Сараєвське вбивство в 1914 році, народився в селі Обляй (серб. Obljaj), розташованому недалеко на схід від Босансько-Грахово.
Під час Боснійської війни місто було під контролем боснійських сербів. Восени 1995 р. місто в ході операції «Буря» захопили хорватські війська, що спричинило масову евакуацію сербів. Після війни чимало сербів повернулися і донині становлять більшість населення.

## Відомі люди
Крім відомого в історії боснійсько-сербського терориста Гаврила Принципа, уродженцями або колишніми жителями Босансько-Грахово є низка знаменитих музикантів: сербська співачка, танцюристка і модель Ксенія Пайчин, її двоюрідний брат фольк-співак і композитор Мірко Пайчин, відомий під сценічним ім'ям Бая Малі Кнінджа, та сербська поп-фольк співачка Неда Украден.